# Lingüística Clínica
La lingüística clínica es una subdisciplina de la lingüística aplicada que se ocupa de la descripción, el análisis y el tratamiento de las discapacidades del lenguaje, especialmente de la aplicación de la teoría lingüística al campo de la patología del habla y el lenguaje. El estudio del aspecto lingüístico de los trastornos de la comunicación es relevante para una comprensión más amplia del lenguaje y de la teoría lingüística.
La Asociación Internacional de Fonética y Lingüística Clínica (ICPLA es una organización internacional que tiene como objetivo estimular la aplicación de la lingüística y la fonética al estudio de los trastornos del habla y el lenguaje); es la organización no oficial del campo y se formó en 1991. El Journal of Clinical Linguistics and Phonetics es la principal revista de investigación del campo y fue fundada por Martin J. Ball.
Los profesionales de la lingüística clínica suelen trabajar en departamentos de logopedia o de lingüística. Llevan a cabo investigaciones con el objetivo de mejorar la evaluación, el tratamiento y el análisis de los trastornos del habla y del lenguaje, y de aportar ideas a las teorías lingüísticas formales. Aunque la mayoría de las revistas de lingüística clínica siguen centrándose únicamente en la lingüística inglesa, está surgiendo un movimiento hacia la lingüística clínica comparativa en varios idiomas. []

## Historia
El estudio de los trastornos de la comunicación se remonta hasta a la Antigua Grecia. Sin embargo, la lingüística clínica moderna tiene sus raíces en el siglo XX; el término "lingüística clínica" se generalizó en la década de 1970, cuando se utilizó como título de un libro escrito por el destacado lingüista David Crystal en 1981 [], ampliamente considerado como el "padre de la lingüística clínica", que se convirtió en uno de los libros más influyentes de este campo, ya que en él se describía con gran detalle esta nueva disciplina.[]
La aplicación de la ciencia lingüística al análisis de los trastornos del habla y del lenguaje siempre ha sido necesaria pero poco estudiada. Roman Jakobson, un lingüista estructural ruso, fue uno de los primeros en intentar aplicar la teoría lingüística al estudio de la patología del habla y el lenguaje. Publicado en 1941, su libro «Kindersprache, Aphasie und allgemeine Lautgesetze» [] recogía los resultados de su análisis del uso del lenguaje en la adquisición del lenguaje infantil y en adultos con afasia adquirida. Aunque el libro de Jakobson sólo adquirió influencia en el mundo anglófono, tras la publicación de la versión traducida «Child language, Aphasia and Phonological Universals» en 1968 [], su impacto se dejó sentir en Estados Unidos [] y el Reino Unido [], entre otros, donde se adoptaron cambios de enfoque para las áreas fonológica, gramatical, semántica y otras de las deficiencias del lenguaje. Su observación de que los patrones sonoros desviados obedecían a reglas similares a las de los sistemas lingüísticos regulares sigue siendo un principio rector en la lingüística clínica incluso hoy en día. En particular, el mismo enfoque fue adoptado también por Crystal y sus colegas en su desarrollo de un conjunto de procedimientos de "perfilado" del lenguaje.[]

## Disciplinas
Estas son las principales disciplinas de la lingüística clínica:

## Fonética clínica
La fonética es una rama de la lingüística que estudia los sonidos del habla humana. La fonética clínica implica aplicaciones de la fonética para describir las diferencias y los trastornos del habla, incluida la información sobre los sonidos del habla y las habilidades perceptivas utilizadas en los entornos clínicos.

## Fonología clínica
La fonología es una de las ramas de la lingüística que se ocupa de la organización sistemática de los sonidos en las lenguas habladas y de los signos en las lenguas de signos. A diferencia de la fonética clínica, la fonología clínica se centra en la aplicación de la fonología en las interpretaciones de los sonidos del habla en una lengua concreta y en el tratamiento de los fonemas.

## Prosodia clínica
En lingüística, la prosodia se ocupa de los elementos del habla que no son segmentos fonéticos individuales (vocales y consonantes), sino que son propiedades de las sílabas y de unidades más grandes del habla. La prosodia es esencial en funciones comunicativas como la expresión de emociones o estados afectivos.

## Morfología clínica
La morfología es el estudio de las palabras, cómo se forman y su relación con otras palabras de la misma lengua. Analiza la estructura de las palabras y de las partes de las palabras, como las raíces, los prefijos y los sufijos.

## Sintaxis clínica
La sintaxis es el conjunto de reglas, principios y procesos que rigen la estructura de las oraciones en una lengua determinada, incluyendo normalmente el orden de las palabras. Cada lengua tiene un conjunto diferente de reglas sintácticas, pero todas las lenguas tienen alguna forma de sintaxis.

## Semántica clínica
La semántica es el estudio de la interpretación de los signos o símbolos utilizados en agentes o comunidades dentro de circunstancias y contextos particulares.[]

## Pragmática clínica
La pragmática es un subcampo de la lingüística y la semiótica que estudia las formas en que el contexto contribuye al significado. Se refiere a la descripción y clasificación de las deficiencias pragmáticas, su elucidación en términos de diversas teorías pragmáticas, lingüísticas, cognitivas y neurológicas, y su evaluación y tratamiento.[]

## Discurso clínico
En la lingüística de corpus, el discurso se refiere al estudio del lenguaje expresado en corpus (muestras) de texto del "mundo real", el lenguaje codificado de un campo de investigación, o una declaración que determina las conexiones entre el lenguaje y la estructura y la agencia.

## Aplicaciones
Los conceptos y las teorías lingüísticas se aplican para evaluar, diagnosticar y administrar los trastornos del lenguaje. Estas teorías y conceptos suelen implicar a la psicolingüística y la sociolingüística. Los lingüistas clínicos adoptan la comprensión del lenguaje y las disciplinas lingüísticas, como se ha mencionado anteriormente, para explicar los trastornos del lenguaje y encontrar enfoques para tratarlos. Crystal señaló que las aplicaciones de la lingüística a los fines clínicos son altamente relacionales. En su libro "Clinical Linguistics", Crystal hace referencia a muchos trastornos comúnmente conocidos con conocimientos lingüísticos. Algunos ejemplos de su libro son los siguientes:
Órdenes de la voz - implica configuraciones subletales y supralaríngeas implicadas en la disfonía; distinción silábica frente a polisilábica para dar cuenta de las dimensiones de volumen y timbre en la voz; la distinción sincrónica frente a diacrónica debería utilizarse para una calidad de voz más reconocible; interacción entre variables fonéticas y fonológicas no segmentarias (p. 192-193).
Síndrome del paladar hendido - la variable fonológica y el enunciado deben interpretarse en términos perceptivos y de producción; distribución de los segmentos en un enunciado (p. 193).
Fluidez - el nivel fonético segmentario (teniendo en cuenta las prolongaciones, las anomalías en la tensión muscular) puede afectar a la producción del habla fonológicamente; la suavidad de las transiciones a nivel prosódico (tempo, pausa, etc.); los factores semánticos, incluyendo la evitación de determinados términos léxicos, junto con la estructura gramatical entre y el adulto frente al niño (p. 194).
Afasia - la comprensión y producción del habla requiere una organización no segmentaria del lenguaje que implica; las nociones de segmento, rasgo y proceso ayudarían en el análisis de los problemas fonológicos (p. 194).
Dispraxia - requiere un análisis múltiple en términos de segmentos, rasgos y procesos para la realización fonológica; los casos más graves requerirían el análisis de alteraciones en la fonología no segmentaria (p. 195) .
Sordera - análisis sistemático de las organizaciones fonológicas segmentarias y no segmentarias, y de las habilidades fonéticas; la semántica, la estructura gramatical, así como los estudios de interacción sociolingüística son dimensiones vitales que no se pueden descuidar para la producción y comprensión oral para los sordos (p. 195).

## Métodos lingüísticos
Algunos métodos lingüísticos amplios que se utilizan habitualmente en el tratamiento de los pacientes mencionados por Cummings (2017) son:[]
Uso de pruebas estandarizadas y referenciadas a la norma
Análisis de la conversación
Análisis del discurso
La lingüística sienta las bases de muchas pruebas de diagnóstico del habla y del lenguaje. Más concretamente, algunas evaluaciones del habla y del lenguaje incluyen la prueba de articulación, que evalúa la articulación fonética basada en la pronunciación de determinados fonemas, como la prueba de articulación del malayalam y la prueba de articulación del kannada, etc. La edad lingüística de un menor se determina atendiendo a aspectos lingüísticos (es decir, marcadores de caso, sinónimos, etc.). La prueba de habilidades lectoras tempranas examina la correspondencia fonema-grafema para diagnosticar problemas de aprendizaje, mientras que pruebas como el Test de Morfología Expresiva Emergente (TEEM) evalúa la comprensión de los morfemas. Otros ejemplos de instrumentos de prueba de logopedia (SLP) como la Escala de Conceptos Básicos de Bracken (BBCS) y la Evaluación Clínica de los Fundamentos del Lenguaje (CELF) evalúan una amplia gama de habilidades lingüísticas que incluyen la adquisición por parte de los niños de los conceptos básicos de los colores, las letras, los números, la formulación de palabras y frases, entre otras habilidades lingüísticas y cognitivas. Pruebas como el Peabody Picture Vocabulary Test (PPVT) evalúan en cambio el vocabulario receptivo de los niños, e incluso de los adultos.[]

## Relaciones disciplinares intralingüísticas
Algunas relaciones disciplinares intralingüísticas que se pueden aplicar a la Lingüística Clínica pueden ser la Neurolingüística, la Psicología o la Piscolingüística; son algunos de los ejemplos que podemos sacar del artículo de José Luis Jiménez Ruiz llamado "La lingüística clínica: discriminación disciplinaria y aproximación nocional desde la transversalidad": []
«Como reconoce Fernández Pérez [], la habilidad del lenguaje se encuentra en una zona del cerebro, por este motivo podemos relacionar la lingüística con otras disciplinas relacionadas con el ámbito psicológico y neuronal». Esas disciplinas son: 
Lingüística Clínica y Neurolingüística
«La Neurolingüística es una derivación de la Lingüística teórica surgida de la unión entre Lingüística y Biología que investiga las funciones cerebrales y la conducta lingüística de los seres humanos con el propósito de instaurar conexiones dinámicas entre ambas [][][][. Se centra, por tanto, en el estudio de las áreas cerebrales implicadas en la producción y recepción del lenguaje [], en el análisis de los procesos y estructuras que subyacen a la conducta verbal humana»[]. 
Lingüística Clínica y Psicología
«La Lingüística Clínica también se puede relacionar con la Psicología moderna, ya que el lenguaje puede ser expresión del pensamiento y de la propia personalidad del ser humano. De hecho, el lenguaje es un proceso en el que está integrada la estructura psíquica de la persona».
Lingüística Clínica y Psicolingüística
«La Psicolingüística es una rama de la Lingüística teórica surgida de la unión con la Psicología, que estudia el proceso de aparición y desarrollo del lenguaje[]; es decir, los mecanismos mentales que posibilitan a las personas usar el lenguaje []; cuyo objetivo es elaborar un modelo explicativo del comportamiento lingüístico humano [] para comprender mejor los aspectos cognitivos relacionados con la emisión (producción) y recepción (comprensión) de los mensajes y con la adquisición del lenguaje y su desarrollo. Por tanto, estudia los procesos mentales de codificación y descodificación que determinan el comportamiento lingüístico tanto en el niño como en el adulto»[].

## El futuro de la lingüística clínica
Los trabajos anteriores de lingüistas como Crystal eran aplicables a una amplia gama de trastornos de la comunicación en todos los niveles lingüísticos. Sin embargo, con la afluencia de nuevos conocimientos procedentes de disciplinas como la genética, la neurociencia cognitiva y la neurobiología (entre otras), ya no basta con centrarse en las características lingüísticas de una determinada alteración del habla.
En el contexto actual, uno de los retos de la lingüística clínica incluye la identificación de métodos para unir los conocimientos de los diferentes campos para construir una comprensión más holística. La traducción de la investigación general que se ha realizado en herramientas efectivas para la práctica clínica es otro aspecto que requiere trabajo futuro.